# Anna-Maria Gradante
Anna-Maria Gradante (* 26. Dezember 1976 in Remscheid) ist eine deutsche Judoka. Sie gewann bei den Olympischen Spielen in Sydney 2000 die einzige Bronzemedaille für das deutsche Judo-Team.

## Leben
Aufgewachsen ist sie in Wermelskirchen als Tochter eines sizilianischen Vaters und einer deutschen Mutter. Mit drei Jahren kam sie eher zufällig durch ihren Bruder Corrado Gradante zum Judosport. Eine Ausbildung machte sie bei der Sportfördergruppe der Bundeswehr. Ihr jetziger Trainer ist Paul Klenner. Zunächst war sie Mitglied beim Remscheider TV, seit 2008 startet sie für Bayer 04 Leverkusen. Seit Januar 2009 arbeitet sie als Hebamme im Gummersbacher Kreiskrankenhaus. Nachdem sie bei den Olympischen Spielen 2000 in Sydney eine Bronzemedaille gewonnen hatte, wurde sie vom Bundespräsidenten mit dem Silbernen Lorbeerblatt ausgezeichnet.

## Liste der Erfolge
- 1990: 3. Platz – Deutsche Einzelmeisterschaft (U 19) – 44 kg
- 1991: 3. Platz – Deutsche Einzelmeisterschaft (U 19) – 44 kg
- 1992: 3. Platz – Deutsche Einzelmeisterschaft (U 19) – 48 kg
- 1993: 5. Platz – Europameisterschaft, 3. Platz – Deutsche Einzelmeisterschaft, 2. Platz – Internationale Deutsche Einzelmeisterschaft (U 19)
- 1994: 2. Platz – Europameisterschaft, 7. Platz – Weltmeisterschaft (U19), 1. Platz – Deutsche Einzelmeisterschaft (U19), 3. Platz – Internationale Deutsche Einzelmeisterschaft
- 1995: 3. Platz – Deutsche Einzelmeisterschaft, 2. Platz – Internationale Deutsche Einzelmeisterschaft
- 1996: 3. Platz – Deutsche Einzelmeisterschaft, 3. Platz – Internationale Deutsche Einzelmeisterschaft
- 1997: 2. Platz – Europameisterschaft, 1. Platz – Internationale Deutsche Einzelmeisterschaft, 3. Platz – Deutsche Einzelmeisterschaft
- 1998: 2. Platz – Internationale Deutsche Einzelmeisterschaft
- 1999:	7. Platz – Europameisterschaft, 3. Platz – Internationale Deutsche Einzelmeisterschaft, 3. Platz – Weltmeisterschaft
- 2000: Bronzemedaille bei den Olympischen Spielen in Sydney[3]